# Lepthyphantes clarus
Lepthyphantes clarus är en spindelart som beskrevs av Ryoji Oi 1960. Lepthyphantes clarus ingår i släktet Lepthyphantes och familjen täckvävarspindlar. Inga underarter finns listade i Catalogue of Life.